# Moḩammad Şāleḩū
Moḩammad Şāleḩū (persiska: محمد صالحو) är en ort i Iran.   Den ligger i provinsen Östazarbaijan, i den nordvästra delen av landet, 500 km nordväst om huvudstaden Teheran. Moḩammad Şāleḩū ligger 211 meter över havet och antalet invånare är 419.
Terrängen runt Moḩammad Şāleḩū är kuperad söderut, men norrut är den platt. Runt Moḩammad Şāleḩū är det ganska glesbefolkat, med 42 invånare per kvadratkilometer. Närmaste större samhälle är Khomārlū, 19,6 km sydväst om Moḩammad Şāleḩū. Trakten runt Moḩammad Şāleḩū består till största delen av jordbruksmark.